# إدغار كوير بالتاناس
إدغار كوير بالتاناس (بالإسبانية: Edgar Quirós Baltanas)‏ (مواليد 7 مارس 1989) هو سبّاح إسباني، مثّل بلاده في الألعاب البارالمبية الصيفية 2012.